# Homecoming (álbum)
Homecoming es un álbum en vivo del pianista de jazz estadounidense Bill Evans con Marc Johnson y Joe LaBarbera grabado en la Universidad del Sudeste de Luisiana en 1979 pero no se publicó hasta 1999 por el sello Milestone. Rick Anderson del sitio Allmusic le dio cuatro estrellas de cinco, y Douglas Payne opinó positivamente.

## Lista de canciones
Compuestos por Bill Evans salvo los indicados:
1. «Re: Person I Knew» - 4:03
2. «Midnight Mood» (Ben Raleigh, Joe Zawinul) - 6:22
3. «Laurie» - 7:46
4. «Theme from M*A*S*H (Suicide Is Painless)» (Mike Altman, Johnny Mandel) - 4:11
5. «Turn Out the Stars» - 4:52
6. «Very Early» - 5:11
7. «But Beautiful» (Johnny Burke, Jimmy Van Heusen) - 4:12
8. «I Loves You, Porgy» (George Gershwin, Ira Gershwin, DuBose Heyward) - 5:40
9. «Up with the Lark» (Jerome Kern, Leo Robin) - 5:38
10. «Minha (All Mine)» (Francis Hime) - 3:41
11. «I Do It for Your Love» (Paul Simon) - 5:52
12. «Some Day My Prince Will Come» (Frank Churchill, Larry Morey) - 6:25
13. Interview with Bill Evans by Rod Starns - 6:00

- Grabado en la Universidad del Sudeste de Luisiana en Hammond el 6 de noviembre de 1979.

Fuente:.